# Blas (telenovela)
Blas era una telenovela argentina producida y dirigida para Canal 7 (hoy Televisión Pública) en 1971. Fue protagonizada por Pepe Soriano y María Aurelia Bisutti. Además contó con las participaciones estelares de María Concepción César y Raúl Rossi.

## Elenco
- Pepe Soriano - Blas
- María Aurelia Bisutti - Rita
- María Concepción César
- Raúl Rossi
- Nelly Prono

## Equipo de producción
- Historia: Claude Magnier